# ジス (俳優)
ジス（朝: 지수、1993年3月30日 - ）は、韓国の俳優。プレーンTPC所属。本名はキム・ジス（朝: 김 지수）。

## 来歴
1993年3月30日、釜山広域市に生まれる。小学生の頃は柔道に励んでおり、全国大会で1位を獲得するほどの腕前であったが、怪我のために辞めた。
中学時代から演技スクールに通い始めた。その後、演技スクールの先生が設立した劇団に入団し、2009年に舞台で俳優としてのデビューを飾った。
2012年、JYPエンターテインメント9期オーディションで2位を獲得。2014年には映画『ソウルメイト』に出演し、初主演を務めた。
2016年9月13日、急性骨髄炎を発症のために緊急手術を受けた。
2017年、ローカルテレビドラマ『力の強い女ト・ボンスン』に新人警察官役で出演。本作品はJTBC歴代ドラマの最高視聴率を更新した。
2021年、インターネット上で中学時代に校内暴力を行っていたという趣旨の暴露を受け、自身のSNSに自筆の謝罪文を掲載した。このため、出演していたテレビドラマ『月が浮かぶ川』を降板した（代役はナ・イヌ）。

## 出演作品

### 映画
| 公開年 | タイトル                | 役名               | 備考                                       |
| ------ | ----------------------- | ------------------ | ------------------------------------------ |
| 2010   | 少年は辛い              |                    | 短編映画                                   |
| 2014   | ハン・ゴンジュ 17歳の涙 | ミノグループの一員 |                                            |
| 2014   | ソウルメイト            | ジュン （主演）    |                                            |
| 2014   | 大人                    |                    | 短編映画                                   |
| 2014   | もっと                  |                    | 短編映画                                   |
| 2016   | グローリーデイ          | ヨンビ             |                                            |
| 2016   | 回り回って回って        | チャニ             | 「カルトショー」の放送10周年記念の短編映画 |

### ドラマ
| 放送年 | 放送局   | タイトル                                       | 役名                                      | 出典   |
| ------ | -------- | ---------------------------------------------- | ----------------------------------------- | ------ |
| 2012   | SBS      | 花ざかりの君たちへ                             | 学生 （カメオ出演）                       |        |
| 2012   | KBS      | ファミリー                                     | ハン・ソンイ （カメオ出演）               |        |
| 2014   | MBC      | 恋の周波率は37.2                               | ドンヒの元彼 （カメオ出演）               |        |
| 2015   | MBC      | ラブリー・アラン                               | コ・ボクドン                              | [ 10 ] |
| 2015   | KBS 2TV  | 恋にチアアップ！                               | ソ・ハジュン                              | [ 10 ] |
| 2016   | KBS 2TV  | 演奏者たち～Page Turner～                      | チョン・チャシク                          | [ 11 ] |
| 2016   | SBS      | ドクターズ～恋する気持ち～                     | キム・スチョル                            |        |
| 2016   | SBS      | 麗＜レイ＞～花萌ゆる8人の皇子たち～            | ワン・ジョン                              | [ 12 ] |
| 2016   | JTBC     | ファンタスティック～君がくれた奇跡～           | キム・サンウク                            | [ 13 ] |
| 2016   | MBC      | 恋のゴールドメダル～僕が恋したキム・ボクジュ～ | ボクジュのバイト先の先輩。 （カメオ出演） |        |
| 2017   | JTBC     | 力の強い女ト・ボンスン                         | イン・グクドゥ                            | [ 14 ] |
| 2017   | OCN      | バットガイズ2～悪の都市～                      | ハン・ガンジュ                            | [ 15 ] |
| 2018   | JTBC     | ピンポン玉                                     | キム・ヒョンジュン                        | [ 16 ] |
| 2019   | Netflix  | 初恋は初めてなので                             | ユン・テオ                                | [ 17 ] |
| 2020   | MBC      | 私がいちばんキレイだった時                     | ソ・ファン                                | [ 18 ] |
| 2020   | Kakao TV | アマンジャ                                     | ジス                                      | [ 19 ] |
| 2021   | KBS 2TV  | 月が浮かぶ川                                   | オンダル                                  | [ 20 ] |

### 舞台
| 上演年 | タイトル                   |
| ------ | -------------------------- |
| 2009   | ボンサムこれそこになかった |
| 2010   | ドリーマーズ               |
| 2010   | モンスター                 |
| 2010   | 人間の制御実験             |
| 2010   | 13番目の主人公             |
| 2011   | 天生縁分                   |
| 2012   | 子バカ                     |